# Antoine-Jean Gros
Antoine-Jean Gros (ur. 16 marca 1771 w Paryżu, zm. 25 czerwca 1835 w Meudon) – francuski malarz neoklasycystyczny, prekursor romantyzmu. W 1827 roku otrzymał tytuł barona.
Urodził się w rodzinie malarza miniaturzysty, później studiował w pracowni Davida. W 1793 wyjechał do Włoch i w 1796 poznał Napoleona Bonaparte. Wstąpił do armii francuskiej i został jej oficjalnym malarzem. Obrazy z tego okresu zaliczane są do jego najlepszych, m.in. Bonaparte na moście pod Arcole, Napoleon odwiedza zadżumionych w Jaffie, Napoleon na polu bitwy pod Pruską Iławą i Bitwa pod Abukirem. Prace te odznaczają się dramatyczną kompozycją, realistyczną formą i bogatą kolorystyką świadczącą o inspiracji pracami Rubensa.
Po upadku Napoleona artysta zachował swoją wysoką pozycję, w 1815 został członkiem Académie des Beaux-Arts, a w 1816 przejął pracownię Davida, który udał się na wygnanie. W roku 1824 wykończył dekorację kopuły Panteonu w Paryżu, w tym czasie powrócił do malarstwa neoklasycystycznego, jednak bez powodzenia. Malował też cenione portrety, również Polaków – m.in. Stanisława Małachowskiego i Juliana Ursyna Niemcewicza. Pod koniec życia był ostro krytykowany za konserwatyzm, co doprowadziło go do samobójstwa w 1835.
Antoine-Jean Gros uważany jest obecnie za prekursora romantyzmu w malarstwie. Wywarł wpływ na wielu twórców, m.in. Théodore’a Géricaulta, Eugène’a Delacroix i Richarda Parkesa Boningtona. Do jego uczniów należeli Rafał Hadziewicz, Jan Kanty Szwedkowski i J. Maliński.

## Obrazy
- Bonaparte au pont d’Arcole (Bonaparte na moście pod Arcole – ok. 1797, olej na płótnie 134 × 104 cm, Ermitaż)
- Napoléon sur le champ de bataille d’Eylau (Napoleon na polu bitwy pod Pruską Iławą)
- Bataille d’Aboukir (Bitwa pod Abukirem)
- Bonaparte visitant les pestiférés de Jaffa (Napoleon odwiedza zadżumionych w Jaffie)